# Jens Peter Maintz

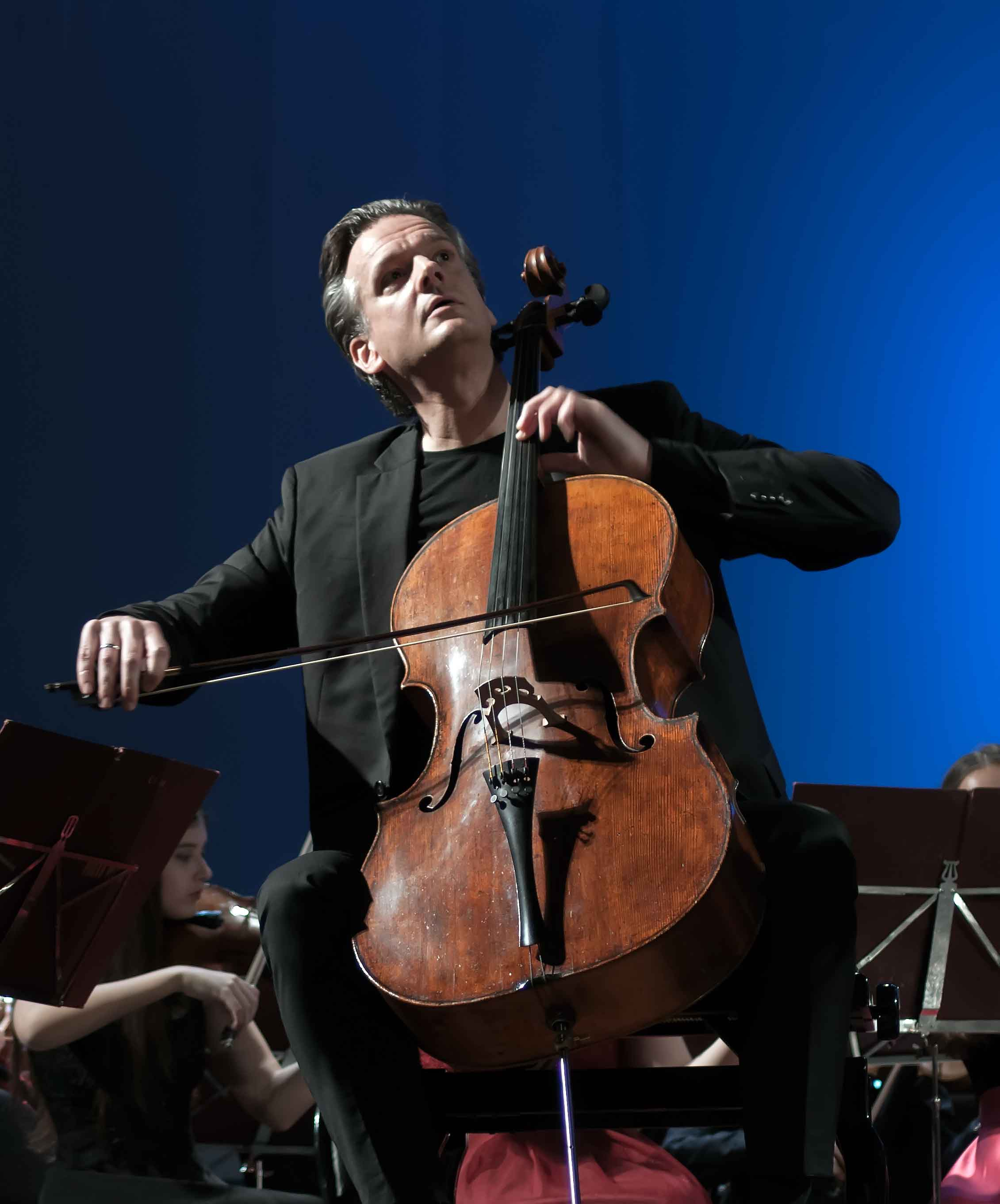
J. P. Maintz 2018 (Sochi)

Jens Peter Maintz (* 1967 in Hamburg) ist ein deutscher Cellist.

## Leben
Jens Peter Maintz legte 1986 das Abitur am Gymnasium Buckhorn ab. Maintz studierte bei David Geringas und besuchte Meisterkurse bei Heinrich Schiff, Boris Pergamenschikow und Siegfried Palm. 1994 gewann er den ersten Preis beim Internationalen Musikwettbewerb der ARD in München, der im Fach Cello siebzehn Jahre nicht mehr vergeben worden war. Von 1995 bis 2004 war er erster Solo-Cellist des Deutschen Symphonie-Orchesters Berlin, seit 2004 ist er als Nachfolger von Wolfgang Boettcher Professor für Violoncello an der Universität der Künste Berlin. Seit 2006 ist er, zunächst auf Einladung von Claudio Abbado, Solo-Cellist des Lucerne Festival Orchestra. Er arbeitete unter anderem auch mit Herbert Blomstedt, Vladimir Ashkenazy und Bobby McFerrin. 2019 kehrte er an die Hamburger Camerata zurück.

## Kammermusik
Schon seit 1991 bildet Maintz mit Wolfgang Emanuel Schmidt das Cello Duello. Seit 1998 gehörte er dem Trio Fontenay an und war auch Mitglied des Kandinsky Streichtrios und des Berliner Solistenoktetts. Inzwischen spielte er auch mit Janine Jansen (Geige), Antoine Tamestit (Bratsche) oder Hélène Grimaud (Klavier).

## Weitere Lehrtätigkeiten
Im Oktober 2009 nahm er am Cello-Festival der Kronberg Academy teil. Ebenso nimmt er seit 2009 als Dozent an der Cello Akademie Rutesheim (bei Stuttgart) teil. Seit 2012 unterrichtet er auch an der Musikakademie Liechtenstein und seit 2017 auch an der Escuela Superior de Musica Reina Sofia in Madrid.
Maintz spielt Violoncelli von Giovanni Battista Grancino aus dem Jahr 1697, Vincenzo Ruggeri aus dem Jahr 1696 und seit 2006 von Wolfgang Schnabl aus dem Jahr 2010.

## Preise
- 1994 Erster Preis im Fach Cello beim Internationalen Musikwettbewerb der ARD[4]
- 1997 ECHO-Klassikpreis für seine erste CD (Sony) mit Werken von Johann Sebastian Bach, Henri Dutilleux und Zoltán Kodály[17]